# 열애 (1982년 영화)
《열애》는 1982년 공개된 대한민국의 영화이다.

## 배역
- 김추련
- 나영희
- 송재호